# برزوویتسه، والیوو
برزوویتسه (به صربی: Brezovice) یک روستا در صربستان است که در ناحیه کولوبارا واقع شده‌است.
 برزوویتسه  ۵۰۶ نفر جمعیت دارد.